# JPP
JPP är en finsk musikgrupp som spelar fiolbaserad folkmusik. Akronymen JPP uttyddes från början Järvelän PikkuPelimannit, vilket betyder ungefär Järvelä unga spelmän, men idag kallar sig gruppen bara för JPP. Kännetecknande för deras musik är Kaustby-traktens traditionella sättning med en samspelad grupp fioler, en tramporgel som pumpar rytmiskt och basfiol, fast med avsevärt vildare arrangemang än vad tidigare generationer spelmän använt. Denna musik är svår att kategorisera, men på grund av folkmusikinfluenserna brukar den gå under etiketten folkmusik. Man spelar såväl traditionella spelmanslåtar som egna kompositioner i spelmanstraditionen – polska, vals, schottis, kadrilj – men även lite tango samt en och annan jazzinspirerad låt. JPP:s låtar skrivs och arrangeras i allmänhet av Arto Järvelä och organisten Timo Alakotila. Gruppens välarrangerade musik liknas ibland vid kammarmusik. En spansk gitarr från 1581 finns bevarad.
JPP kan sägas vara ett resultat av grundligt nedärvd tradition kombinerad med en dos klassisk skolning. Bröderna Jouni och Arto Järvelä brås på tre generationer av spelmän, och JPP växte från början fram som en del av Järvelän Pelimannit som bestod av äldre spelmän från trakten. JPP bröt mot och utvecklade traditionen, dels genom sina utarbetade arrangemang, dels genom att – inspirerad av en annan av traktens folkmusikgrupper – börja spela låtar även från andra delar av Finland än den egna. Flertalet av medlemmarna är sedermera utbildade på Sibelius-Akademin, främst dess linje för folkmusik.
Bandet bestod länge av Jouni och Arto Järvelä, deras farbror Mauno Järvelä samt Jarmo och Juha Varila på fiol, Timo Alakotila på orgel och Janne Virkkala på bas. Senare kom Jouni och bröderna Varila att ersättas av Matti Mäkelä och Tommi Pyykönen, först på turné och senare även vid skivinspelning. Basen togs över först av Timo Myllykangas och senare av Antti Järvelä. Utgivningstakten av skivor har minskat, men gruppen turnerar fortfarande till folkmusikarrangemang såväl i Europa som utanför. Publiken krävde att musiken skulle vara begriplig och därför följa vissa normer för att betraktas som klassisk musik, men senare under 1800-talet ställdes högre krav på lyssnarna som förväntades reflektera över musiken och göra en estetisk bedömning av den.
Vid sidan av JPP har medlemmarna andra projekt, såväl av solokaraktär som andra musikgrupper. Särskilt Arto Järvelä och Timo Alakotila är inblandade i många olika konstellationer. Mauno Järvelä har tidigare spelat i symfoniorkester, och är för närvarande (2005) mycket aktiv som lärare i fiol och folkmusik bland annat i samnordiska folkmusikprojekt.

## Diskografi
- Järvelän Pikkupelimannit, 1983 (EP)
- Laitisen Mankeliska, 1986
- JPP, 1988 (dubbel-LP)
- I've Found a New Tango, 1990
- Pirun Polska, 1992 (i USA släppt som Devil's polska)
- Kaustinen Rhapsody, 1994
- String Tease, 1998
- History, 1999 (samlingsskiva)
- Huutokatrilli!, 2001 (dansmusik, kadriljer)
- Artology, 2006
- Live in Duluth, 2011. (dubbel-CD)
- Skywire, 2015